# 황상현
황상현(黃相顯, 1944년 ~)은 김덕주 대법원장의 비서실장을 역임한 법조인이다.

## 생애
1944년 장수 황씨 집안에서 태어나 서울고등학교와 서울대학교 법학과를 졸업한 황상현은 1967년 제8회 사법시험에서 합격하였다. 1969년부터 1972년까지 군 법무관을 마치고 1972년에 서울민사지방법원 판사에 임용되어 서울지방법원. 서울고등법원, 청주지방법원에서 재직하다 전두환 대통령의 법무담당비서관, 법원행정처 수석사법정책연구심의관과 대법원장 비서실장을 지내다 1996년 변호사 개업했다. 변호사 개업한 이후 정리채권, 파산채권 관련 분쟁 및 소송, 정리회사 M&A 주간업무, 워크아웃 관련된 분쟁 및 소송, 지적재산권분야 및 정보통신, 방송관련 소송 및 분쟁 등의 변호사와 다양한 활동을 하면서 대한변호사협회 이사회 이사, 서울대학교 병원발전후원회 이사에 지명되기도 했다.

## 경력
- 1972년 ~ 1980년 서울지방법원 판사
- 1980년 ~ 1982년 서울고등법원 판사
- 1982년 ~ 1984년 청주지방법원 부장판사
- 1984년 ~ 1985년 전두환 대통령 법무담당비서관
- 1985년 ~ 1989년 서울지방법원 부장판사
- 1989년 ~ 1990년 법원행정처 수석사법정책연구심의관
- 1991년 ~ 1993년 대법원장비서실장
- 1993년 ~ 1996년 서울고등법원 부장판사
- 1996년 ~ 2000년 열린합동법률사무소 변호사 개업
- 2001년 ~ 2011년 법무법인 세종(SHIN&KIM) 대표변호사
- 2007년 ~ 2008년 SBS 사외이사
- 2011년 ~ 현재	법무법인 세종(SHIN&KIM) 고문변호사
- 2012년 ~ 현재	학교법인 대양학원 이사

## 주요 판결
- 서울민사지방법원 합의12부 재판장으로 재직하던 1988년 12월 15일에 대한민국 제13대 국회의원 선거에서 낙선한 정인봉이 국가를 상대로 부당이득금 반환청구소송에서 "지역구 후보자에게 1천만원을 기탁하게 함으로써 경제적 능력이 없거나 부족하다는 이유만으로 공무담임권을 박탈한 국회의원선거법 제33조 1항 기탁금 규정과 당락이라는 선거결과에 따라 기탁금 반환에 관해 차별대우를 하는 제34조 규정은 헌법에 위반된다"면서 헌법재판소에 위헌법률심판을 제청했다.[3]
- 서울형사지방법원 합의부 재판장으로 재직하던 1989년 7월 25일에 국가보안법 이적단체 구성 등이 적용된 인천 부천 지역 민주노동자회 사건에 대해 피고인 4명에게 징역2년~1년6월을 선고하고 1명에게 징역1년6월 집행유예3년을 선고했다.[4] 7월 25일에 민정당사 점거 사건과 관련하여 현주건조물방화미수 등으로 구속된 22명의 피고인에게 징역3년6월에서 징역 장기2년 단기1년을 각각 선고하면서 법정구속했다.[5] 9월 30일에 치안본부 점거 농성하여 특수공무집행방해 치상으로 구속된 피고인 3명에게 징역2년~1년6월을 선고했다.[6] 11월 21일에 인천부천 민주노동자회 사건으로 구속된 인노회 의장 안재환에게 국가보안법 이적단체 구성 등과 노동쟁의조정법 위반(제3자 개입 금지)를 적용하여 징역2년6월 자격정지2년을 선고했다.[7] 12월 2일에 민족자주통일중앙협의회 재건 사건으로 구속된 중앙상임위원장 이현수 등 간부 3명에게 국가보안법 이적단체 구성 등을 적용하여 징역3년 자격정지3년을 각각 선고하면서 중앙회 의장 박창균 등 2명에게 징역2년 자격정지2년 집행유예3년을 선고하고 석방했다.[8] 12월 5일에 민중불교운동연합 3기 결성으로 구속된 의장 서동석에게 징역3년 자격정지3년, 전 의장 여익구 등 간부 4명에게 징역2년6월~2년 자격정지2년을 선고하면서 전 의장인 여익구 등 2명에게 집행유예3년을 선고하면서 석방했다.[9] 12월 14일에 분뇨처리에 쓰이는 국산 미생물 배양제를 값이 비싼 일본산 세균 배양제인 것처럼 속인 업자로부터 뇌물을 받은 서울북부위생처리장장 송택근에게 특가법 뇌물죄를 적용하여 징역2년6월 추징금 524만원을 선고하면서 뇌물을 건넨 연석기업 대표에게 징역1년 집행유예2년을 선고했다.[10] 12월 15일에 의정부시 수락산 계곡에서 술을 마시던 피해자와 시비를 하다 쓰러트려서 머리를 계곡 물에 넣어 질식사하게 했던 미합중국 육군 2사단 소속 이병 2명에게 폭행치사죄를 적용하여 각각 징역3년과 징역1년6월을 선고했다.[11] 1990년 1월 9일에 국가보안법위반(이적단체 구성 등)으로 구속된 전대협 의장인 오영식과 진병도에게 징역3년 자격정지3년과 징역1년 자격정지1년을 각각 선고했다.[12] 1월 30일에 평양축전에서 민족해방운동사라는 대형 걸개그림 슬라이드를 보내 국가보안법 위반(간첩, 찬양.고무 등)으로 기소된 민미련 공동 의장 홍성담에게 징역7년 자격정지7년을 선고하면서 "1회 피의자 신문조서는 변호인의 접견이 제한된 상태에서 이뤄졌다"는 이유로 증거능력을 부인하여 "북한 공작원 김평원, 성낙영과 3회에 걸쳐 만난 부분 등 간첩 혐의의 일부는 증거가 없다"며 무죄를 선고했다.[13] 2월 5일에 평양축전을 위해서 북한을 방문해 국가보안법위반(지령수수, 특수잠입.탈출 등), 형법 자진지원, 군사상 이익공여 등으로 구속된 임수경에게 징역10년 자격정지10년을 선고하면서 문규현에게 징역8년 자격정지8년을 각각 선고했다.[14] 2월 20일에 서울시 을지로 재개발사업 승인과정에서 태평양건설 등으로부터 뇌물을 받은 전 건설부 장관 김종호에게 특가법 뇌물죄를 적용하여 징역5년 추징금 4300여만원을 선고하면서 1983년 롯데건설에 수의계약으로 공사도급을 받을 수 있도록 해준 대가로 1988년 9월 롯데쇼핑내 아이스크림매장을 특혜분양받은 혐의는 "대한주택공사와 협의해 대통령의 결재를 받아 법에 따라 업무지도를 한 것으로서 반드시 경쟁입찰 방식으로 할 의무가 없고 영업상 이권이 1억원 상당으로 계산한 것도 근거가 없다"며 무죄를 선고했다.[15] 1993년 6월 9일 대한민국 제14대 국회의원 선거에서 서울이용사협회 동작지회 간부들에게 현금 141만원을 건넨 박실 의원에게 원심대로 벌금 80만원을 선고했다.[16]
- 서울고등법원 형사2부 재판장으로 재직하던 1993년 6월 23일에 예일대학교 박사 행세를 하면서 결혼을 미끼로 6억 6천만원을 챙겨 1심에서  특정경제범죄가중처벌법을 적용하여 징역5년을 선고받은 시티플랜 대표 차지혁 대표에게 "죄질은 나쁘지만 뺴돌린 돈을 착복하지 않고 회사자금으로 사용한 점을 참작했다"면서 징역3년 집행유예4년을 선고했다.[17] 10월 16일에 수험생 20여명을 부정입학시킨 상지대학교 입시부정사건 등으로 불구속기소되어 1심에서 징역3년을 선고받은 민자당 김문기 의원에게 "부정입학을 지시한 것은 인정되지만 중앙도서관 공사비 8억6천여만원을 횡령한 혐의는 증거가 부족하다"면서 업무방해죄 등을 적용해 징역1년6월을 선고했다.[18]
- 서울고등법원 민사8부 재판장으로 재직하던 1995년 3월 25일에 부동산업자가 "대통령 친척을 통해 토지구획정리사업을 맡게 해주겠다"는 김모씨를 상대로 제기한 손해배상 청구소송에서 "피고의 말에 속아 8천만원의 손해가 발생한 점은 인정되지만 관계기관 등에 사업추진 가능성 여부를 충분히 확인하지 않은 잘못이 있다"면서 "피고는 피해액의 50%인 4천만원을 지급하라"고 했다.[19]